# Batalha de Bostra (2015)
A batalha de Bostra refere-se à operação militar lançada pelos rebeldes sírios durante a guerra civil síria, principalmente para capturar a cidade de Bostra. Levou-se a cabo de 20 a 25 de março de 2015. A batalha terminou com a captura da cidade de Bostra pelos rebeldes radicais sírios.

## Batalha
A 20 de março de 2015, os rebeldes sírios da Frente do Sul atacaram a antiga cidade de Bostra, inscrita no Património mundial da UNESCO e famosa pelo seu teatro romano e ruínas cristãs.
A 21 de março de 2015, a ofensiva foi lançada pelos rebeldes sobre a posição do exército sírio e os arredores de Bostra.
A 24 de março de 2015, os rebeldes avançaram para o povo e sitiaram um número de soldados na antiga cidadela, que o exército depois resolveu após um contra-ataque. A força aérea síria lançou 10 mísseis sobre a cidade, enquanto 30 bombas foram também lançadas nesse dia. O exército também disparou foguetes nas imediações do hospital Maaraba, onde os rebeldes feridos eram atendidos.
Na manhã do 25 de março, após quatro dias de combates, os rebeldes apoderaram-se da totalidade de Bostra, ajudados pela facção islâmica, capturando a cidade e os seus lugares arqueológicos. Segundo as fontes pró-governo, o exército e as unidades de milícia retiraram-se das suas posições na cidade dado que os reforços não chegaram. Os atacantes também enfrentaram uma milícia das Forças Nacionais de Defesa e os Comités populares de defesa dos bairros de xiismo, que representam quase metade da cidade.
As perdas dos rebeldes resultaram em 21 mortos, segundo o Observatório Sírio de Direitos Humanos (OSDH).
Os rebeldes continuaram o seu progresso nos dias posteriores. A 1 de abril capturaram Nassib, a última fronteira com a Jordânia, que estava ainda em mãos do regime.